# M. Ram Murty
Maruti Ram Pedaprolu Murty, zitiert M. Ram Murty, (* 16. Oktober 1953 in Guntur, Indien) ist ein indisch-kanadischer Mathematiker, der sich mit Zahlentheorie beschäftigt.
Murty wurde 1980 am Massachusetts Institute of Technology bei Harold Stark promoviert (Artin's Conjecture and Non-Abelian Sieves). Ab 1982 war er an der McGill University und seit 1996 ist er Professor an der Queen’s University in Kingston, Ontario (auf einem Canada Research Chair).
Er beschäftigt sich mit Zahlentheorie und Modulformen, zum Beispiel Siebmethoden, Artins Vermutung über Primitivwurzeln, L-Funktionen, dem Langlands-Programm, Zahlentheorie elliptischer Kurven und Ramanujan-Graphen. 1984 zeigte er mit Rajeev Gupta mit Siebmethoden, dass Artins Vermutung über Primitivwurzeln für unendlich viele Zahlen zutrifft.
Er ist Fellow der American Mathematical Society, seit 1990 Mitglied der Royal Society of Canada und seit 2007 der National Academy of Sciences India. 1988 erhielt er den Coxeter James Prize und 1996 mit V. Kumar Murty den Ferran-Sunyer-i-Balaguer-Preis. 2003 erhielt er den kanadischen Jeffery Williams Prize und 2024 den CRM-Fields-PIMS Prize.
Sein Bruder V. Kumar Murty, mit dem er auch veröffentlichte, ist Professor für Mathematik an der Universität Toronto.

## Schriften
- mit Alina Carmen Cojocar: An introduction to Sieve Methods and their applications (= London Mathematical Society Student Texts. 66). Cambridge University Press, Cambridge u. a. 2005, ISBN 0-521-61275-6.
- mit James W. Cogdell, Henry H. Kim: Lectures on automorphic {\displaystyle L}-functions (= Fields Institute Monographs. 20). American Mathematical Society, Providence RI 2004, ISBN 0-8218-3516-5.
- Introduction to {\displaystyle p}-adic analytic number theory (= Studies in Advanced Mathematics. 27). American Mathematical Society u. a., Providence RI 2002, ISBN 0-8218-3262-X.
- Problems in Analytic Number Theory (= Graduate Texts in Mathematics. 206). Springer, New York NY u. a. 2001, ISBN 0-387-95143-1 (2., revised and expanded edition. ebenda 2008, ISBN 978-0-387-72349-5).
- mit Jody Esmonde: Problems in Algebraic Number Theory (= Graduate Texts in Mathematics. 190). Springer, New York NY u. a. 1999, ISBN 0-387-98617-0 (2. Auflage. ebenda 2005, ISBN 0-387-22182-4).
- mit V. Kumar Murty: Non vanishing of  {\displaystyle L}-functions and applications (= Progress in Mathematics. 157). Birkhäuser, Boston MA u. a. 1997, ISBN 0-8176-5801-7.
- mit Brandon Fodden: Hilbert's Tenth Problem (= Student Mathematical Library. 88). American Mathematical Society, Providence RI 2019, ISBN 1-4704-4399-6.